# كسليك
كسليك هي قرية لبنانية من قرى قضاء كسروان في محافظة جبل لبنان. وأغلب سكانها هم من المسيحيين الموارنة.

## توأمة
لكسليك اتفاقيات توأمة مع:
- حي كانغنام